# بكري شيخ أمين
بكري شيخ أمين (1349- 1440 هـ/ 1930- 2019 م) باحث سوري، ولغوي أديب، وكاتب ناقد، وأستاذ جامعي. عضو اتحاد الكتَّاب العرب في سورية.

بكري شيخ أمين في شبابه

## ولادته وتحصيله
ولد بكري بن محمد أمين شيخ أمين في حي حمزة بيك العريق في مدينة حلب يوم الأربعاء 13 رجب 1349هـ الموافق 3 ديسمبر (كانون الأول) 1930م.
تعلَّم في كتَّاب الحي القراءة والكتابة والحساب، وتلقَّى مبادئ بعض العلوم العربية والشرعية، وأتقن فيه تلاوة القرآن الكريم وتجويده. ودرس المرحلةَ الابتدائية في معهد الميتم الإسلامي، وحصل منه على الشهادة الابتدائية عام 1944، وكان الأولَ على رفاقه. ثم حصل على الثانوية الشرعية من المدرسة الخُسرَوية التي كانت تسمَّى حينئذ (الكلية الشرعية) عام 1950، وحصل في العام نفسه على الشهادة الثانوية العامة الفرع الأدبي.
ومن أساتذته وشيوخه في الخُسرَوية: محمد سعيد الإدلبي، وأحمد الشمَّاع، ومحمد نجيب خيَّاطة، ومحمد زين العابدين الجذبة، ومحمد راغب الطبَّاخ، ومحمد السلقيني، وعبد الوهَّاب سكَّر، ومحمد أسعد العبَه جي، وعبد الله حمَّاد، ومحمد ناجي أبو صالح، ومحمد الريحاوي، ونجيب الجبل. وكان لشيخه محمد راغب الطباخ أكبرُ الأثر في تكوينه العلمي والخُلقي، وقد أجازه إجازة عامَّة بكل مروياته وكتبه، وإجازة خاصَّة في الحديث النبوي الشريف.
ثم انتسب إلى كلية الآداب في الجامعة السورية (جامعة دمشق حاليًّا)، وحصل منها على الإجازة (بكالوريوس) عام 1954 في اللغة العربية وآدابها، واختاره عميدُ كلية الآداب الشاعر شفيق جبري ضمن الطلاب الذي يعملون مع المستشرق الفرنسي ريجي بلاشير في رسالة التخرج، وكان موضوع رسالة التخرج (ابن حزم الأندلسي في طَوْق الحمامة). وحصل على شهادة دبلوم التأهيل التربوي من جامعة دمشق عام 1955.
انتُدب عام 1957 مع أول بعثة عربية سورية إلى المملكة المغربية بعد الاستقلال، للتدريس في جامعة القرويين في مدينة فاس، فعمل مدرِّسًا فيها، وانتسب في الوقت نفسه إلى كلية الحقوق فرع العلوم السياسية في جامعة الملك محمد الخامس بمدينة الرِّباط المغربية، وحصل منها على الإجازة عام 1960. واحتفلت به الأوساطُ الثقافية في المغرب، وكرَّمه الملك المغربي محمد الخامس بمنحه الجنسية المغربية؛ لأنه أول طالب مشرقي يتخرَّج بجامعات المغرب.
وتابع دراسته العليا في بيروت فانتسب إلى معهد الآداب الشرقية جامعة القدِّيس يوسف، وحصل منها على دكتوراه الدولة في الآداب (فرع ليون في فرنسا) عام 1970م، عن أطروحته (الحركة الأدبية في المملكة العربية السعودية) بإشراف الدكتور جبور عبد النور.

## عمله ووظائفه
عمل مدرسًا لمادة اللغة العربية في دار المعلِّمين والمعلِّمات، وفي ثانوية المعرِّي بحلب من 1955 إلى 1957. ثم بعد رجوعه من المغرب عمل في حلب مديرًا لثانوية عبد الرحمن الغافقي، ثم مديرًا للثانوية الشرعية (المدرسة الخُسرَوية) التي تخرَّج فيها من قبل. وتولى إدارة فرع الإذاعة السورية بحلب.
ثم درَّس في عدد من الجامعات العربية، في جامعة القرويين بفاس في المغرب، وفي كلية الآداب بجامعة حلب، وفي كلية الآداب بالجامعة اللبنانية ببيروت، ومعهد الآداب الشرقية في الجامعة اليسوعية ببيروت، وكلية الشريعة والآداب في الرياض، وكلية الآداب بجامعة الملك عبد العزيز في جُدَّة بالسعودية. درَّس فيها: علوم اللغة العربية؛ النحو والصرف والبلاغة والعَروض، وصناعة الكتابة، وفن التحليل الأدبي والجمالي، وتاريخ الأدب العربي، والحضارة الإسلامية، وعلوم القرآن والحديث، وأصول تحقيق التراث. ودرَّس العربية للناطقين بغيرها، وأشرف على عشرات رسائل الماجستير والدكتوراه في تلك الجامعات، وناقش عشرات الرسائل.
وصدر له العديد من المؤلفات الأدبية من أشهرها (الحركة الأدبية في المملكة العربية السعودية) وهي رسالته للدكتوراه المذكورة آنفًا، وقد طُبع الكتاب قرابة 20 طبعة، وأبدى الملك فيصل بن عبد العزيز إعجابه بالكتاب. ومنها كتابه في النحو (القواعد) في جزأين قُرِّر في المعاهد العلمية السعودية، وطُبع طبعات كثيرة.
وعمل في السعودية مستشارًا علميًّا لوزير التعليم العالي. وهو عضو جمعية النقد في اتحاد الكتَّاب العرب بسورية، وعضو مؤسس في المجلس العالمي للغة العربية في بيروت. وعضو اللجنة السورية لتاريخ العلوم عند العرب في حلب، وجمعية العاديات بحلب. وشارك في العديد من الندَوات والمؤتمرات والمهرجانات العلمية والثقافية في حلب، ودمشق، وحِمص، وبيروت، وطرابلُس الغرب، وصنعاء، وجُدَّة، والرياض وغيرها من المدن العربية.
وفي أثناء الحرب السورية اضطُرَّ إلى الإقامة في غازي عِنتاب، ثم عاد إلى حلب ليُتوفى فيها.

## آثاره

### في التأليف
1. ابن حزم الأندلسي في طَوْق الحمامة، أديبًا شاعرًا إنسانًا، دمشق 1954
2. المعاهد التعليمية في البلاد الإسلامية حتى نهاية العصر العباسي، دمشق 1955
3. النحو المبسَّط، بالاشتراك، جُدَّة 1968
4. كتاب القواعد (جزءان)، جُدَّة 1968[5]
5. الحركة الأدبية في المملكة العربية السعودية، حلب 1970، بيروت 1972
6. صَفِيُّ الدين الحِلِّي (دراسة)
7. محاضرات في الشخصيات الأدبية لعصري المماليك والعثمانيين
8. مُطالعات في الشعر المملوكي والعثماني، بيروت 1972، ط2/ 1986[8]
9. أدب الحديث النبوي، بيروت 1973
10. التعبير الفني في القرآن، بيروت 1973، ط2/ 1979
11. المعلقات السبع 1979[9]
12. البلاغة العربية في ثوبها الجديد (علم المعاني) 1985
13. البلاغة العربية في ثوبها الجديد (علم البيان) 1985
14. البلاغة العربية في ثوبها الجديد (علم البديع) 1987
15. قراءات نقدية في كتب سعودية 1999[10]
16. أدب المدينة المنورة في القرن الثاني عشر الهجري
17. المتنبي وصراعاته: دراسة نفسية أسلوبية 2001[11]
18. تحليل بلاغي وجمالي في نصوص أدبية 2004[12]

### في التحقيق
1. نهاية الإيجاز في دراية الإعجاز، لـفخر الدين الرازي 1985
2. بهجة النفوس وتحليها بمعرفة ما لها وما عليها، لـ عبد الله بن أبي جمرة الأندلسي 1997
3. تحفة الدهر ونفحة الزهر في شعراء المدينة من أهل العصر، لـ عمر بن عبد السلام الداغستاني، بالاشتراك مع الدكتور عاصم حمدان.[13]

### كتب عنه
نشر الأديب الناقد حسين بافقيه كتابًا عنه بعنوان (بكري شيخ أمين: من الجامع إلى الجامعة).

## صفاته وشمائله
- وصفه زميله الدكتور محمد خضر عريف بقوله: «بكري شيخ أمين أحد أعمدة الثقافة العربية، أستاذ الأجيال، والمفكر الأديب الناقد، الذي تزخر المكتبة الأدبية العربية بمؤلفاته، وينتشر تلاميذه في أنحاء العالم العربي وبعض الدول الإسلامية، وقد حظيَت جامعتنا الحبيبة جامعة الملك عبد العزيز بجُدَّة بالإفادة من علمه الغزير، حين عمل في قسم اللغة العربية بكلية الآداب والعلوم الإنسانية لسنوات طويلة في الثمانينيات إلى مطلع التسعينيات الميلادية، وتلمذ على يديه مئاتُ طلاب القسم والجامعة عمومًا، وبعضهم أصبحوا أساتذةً في القسم والجامعة وهم مِلءُ السمع والبصر. وكان رحمه الله صديقًا للجميع طَوالَ مدَّة عمله في الجامعة حتى عودته إلى وطنه سورية الشقيقة وبلدته الطيبة حلب الشهباء».[1]
- وبيَّن زميله الدكتور عاصم حمدان تميُّز شخصيته قائلًا: «إن شخصية الدكتور بكري شيخ أمين كانت موسوعيةَ المعرفة، شمولية التفكير، واسعة الاطلاع، استطاعت أن تضعَ بصمتها المتميزة في حياتنا الثقافية والأدبية والفكرية والاجتماعية أيضًا، بما تركته من إرث مكتوب ومخطوط، لا شكَّ سيمثل علامات مضيئة للأجيال الدارسة للأدب والمُحبة للثقافة... أزعم أني لم أرَ الدكتور بكري يومًا غاضبًا أو متجهمًا أو نائيًا بنفسه عن الآخرين؛ بل كان على النقيض من ذلك كله، فقد كان يشارك في الحياة العلمية داخل الجامعة وخارجها، وفي المنتديات الأدبية. والتقيت به بعد نزوحه إلى بلده حلب مرَّة أخرى، حين دعَته اللجنة العلمية لملتقى العقيق الأول بالمدينة المنورة، وكنت عضوًا في تلك اللجنة، التي ضمَّت كذلك الأستاذ الدكتور عبد الله عسيلان رئيس النادي الأدبي بالمدينة المنورة، وأستاذنا الصحفي والأديب عبد الفتاح أبو مدين، والدكتور محمد الدبيسي الناقد السعودي المعروف، وفي إحدى الجلسات سمعتُ أستاذنا الدكتور منصور الحازمي يخاطب الدكتور بكري قائلاً له: "اخلع هذا اللباسَ الذي ترتديه، وألبَس لباسنا السعودي، فأنت واحد منا". ولا يمكن لشخصية مثل الدكتور الحازمي أن يُدليَ بشهادة علمية إلا لمن يستحقها».[15]
- وكتب عنه تلميذه الدكتور عبد الرزاق الصاعدي: «من أساتذتنا الدكتور بكري شيخ أمين، من سوريا، كان أستاذًا أنيقًا مهذَّبًا محبوبًا، ذلَّل لنا علوم البلاغة، وخفَّف من جفافها في كتب المتقدمين، كالسكَّاكي والقَزْويني، وأعاد عرضها بأسلوبه الخاص، كان بارعًا في تقريب علمَي المعاني والبيان وتقديمهما في ثوبٍ جديد أنيق بأسلوب عصري، ومنه عرفنا أن البلاغة هي وضع الكلمة المناسبة في مكانها المناسب أو مراعاة مقتضى الحال مع فصاحة اللفظ، كما قال القُدامى أو ما يسمِّيه الشيخ عبد القاهر الجرجاني النظم، وقد أفدنا من الدكتور بكري ومن كتبه (البلاغة في ثوبها الجديد) في أجزائه الثلاثة ودرسنا عليه المستويات الثلاثة من البلاغة. وفي المستوى الأول قرَّر علينا كتاب الخطيب القزويني (التلخيص في علوم البلاغة) بشرح عبد الرحمن البرقوقي، وإلى اليوم أحتفظ بنسختي وعليها تعليقاتي مع الدكتور بكري.. وأرى أن التلخيص لا يصلح كتابًا لمقرَّر البلاغة في البكالوريوس، فهو وجيز ولا ماء فيه. وفي المستويين الثاني والثالث رأى أستاذنا أن كتابه (البلاغة في ثوبها الجديد) في جزءَيه الثاني والثالث البيان والبديع، هو المرجع الرئيس للمقرَّرين مع مصادر قديمة مساندة، وكنا نرجع بين الحين والحين إلى المفتاح للسكاكي وكتب عبد العزيز عتيق وبدوي طبانة، ومنها: معجم البلاغة العربية. ومن أبرز كتب أستاذنا بعد البلاغة في ثوبها الجديد كتابه (الحركة الأدبية في المملكة العربية السعودية) الذي أخرجه في شبابه».[16]
- ووصفه تلميذه الكاتب محمد عدنان كاتبي قائلًا: «بكري شيخ أمين دمثُ الأخلاق، لطيف المعشر، طيِّب القلب، حليم عطوف ودود، هادئ متزن، متقد الذهن، رَزين في حركاته وتصرُّفاته، حلو الحديث، يسحرك بيانه وبلاغته وتأخذك غزارة علمه وبيان حُجَّته، وتترنَّم طربًا لسماع طرائف قصصه وأحاديثه، لا يرفع صوته في حديث أو محاضرة أو مناظرة، يستحوذ على سامعيه بشخصيته المحبَّبة، وعلمه الجمِّ وأسلوبه المميز. يحب طلابه ويساعدهم، ويأخذ بأيديهم، ويلتمس الأعذار لمن يخطئ، أو يقصِّر منهم».[3]

## تكريمه
نال عشرات جوائز التكريم وشهادات التقدير، من ذلك:
- كرَّمه الملك محمد الخامس ملك المملكة المغربية، بمنحه الجنسية المغربية.
- جائزة الدولة التقديرية الأولى، من وزارة الثقافة في الجمهورية العربية السورية.
- الشهادة التقديرية من جامعة الملك عبد العزيز بجُدة.
- كرمته اثنينية الوجيه السعودي عبد المقصود خوجة، عام 1428هـ/ 2007م.

## وفاته
توفي بكري شيخ أمين في حلب يوم الثلاثاء 30 جُمادى الأولى 1440هـ الموافق 5 فبراير (شُباط) 2019م.

## وصلات خارجية
- تكريم اثنينية عبد المقصود خوجة لسعادة الأستاذ الدكتور بكري شيخ أمين، اثنينية 320، بتاريخ 29/ 2/ 1428هـ الموافق 19/ 3/ 2007م.
- محاضرة دبكري شيخ أمين في أسبوعية الدكتور عبد المحسن القحطاني - الجزء الأول
- محاضرة د. بكري شيخ أمين في أسبوعية الدكتور عبد المحسن القحطاني - الجزء الثاني